# Вінцер
Вінцер (нім. Winzer) — громада в Німеччині, знаходиться в землі Баварія. Підпорядковується адміністративному округу Нижня Баварія. Входить до складу району Деггендорф.
Площа — 27,59 км2. Населення становить 3812 ос. (станом на 31 грудня 2020).